# Langley (Warwickshire)
Pour les articles homonymes, voir Langley.
Langley est un village et une paroisse civile du Warwickshire, en Angleterre.